# Egton
Egton är en ort och civil parish i Storbritannien.   Den ligger i grevskapet North Yorkshire och riksdelen England, i den centrala delen av landet, 300 km norr om huvudstaden London. Egton ligger 56 meter över havet och antalet invånare är 448.
Terrängen runt Egton är platt åt sydväst, men åt nordost är den kuperad. Egton ligger nere i en dal. Runt Egton är det ganska tätbefolkat, med 67 invånare per kvadratkilometer. Närmaste större samhälle är Whitby, 11,0 km nordost om Egton. I omgivningarna runt Egton växer i huvudsak blandskog.